# Conrad Black
Conrad Moffat Black, Barão Black de Crossharbour ou simplesmente Conrad Black é um historiador, colunista e editor dos jornais The Daily Telegraph (RU), Chicago Sun Times (EUA), Jerusalem Post (Israel) e National Post (Canadá).